# Epsilon Ophiuchi
Epsilon Ophiuchi (ε Oph, ε Ophiuchi) è una stella della costellazione di Ofiuco, di magnitudine apparente +3,23, distante 106 anni luce dal sistema solare. È conosciuta anche con il nome tradizionale di Yed Posterior, che ha origine mista: la parola Yed proviene dall'arabo e significa "mano", mentre posterior in latino significa dietro, in quanto la stella segue Yed Prior (δ Ophiuchi) nel suo movimento in cielo.

## Osservazione
Si tratta di una stella situata nell'emisfero australe, ma molto in prossimità dell'equatore celeste; ciò comporta che possa essere osservata da tutte le regioni abitate della Terra senza alcuna difficoltà e che sia invisibile soltanto molto oltre il circolo polare artico.
La sua magnitudine pari a +3,23 le consente di essere scorta con facilità anche dalle aree urbane di moderate dimensioni.

## Caratteristiche fisiche
Epsilon Ophiuchi è una gigante gialla di tipo spettrale G9.5III; possiede una massa 1,85 volte quella del Sole, rispetto al quale ha un raggio oltre 10 volte superiore.
Ha una compagna, una nana rossa di dodicesima magnitudine, a circa 2 minuti d'arco che potrebbe essere legata gravitazionalmente a essa; se così fosse, la secondaria disterebbe 3600 UA dalla principale e impiegherebbe almeno 125.000 anni per orbitarle attorno.